# Subdreamer
Subdreamer es un sistema de administración de contenidos o CMS construido con PHP y MySQL bajo un sistema de licencias privadas. Este administrador de contenidos se usa para publicar en Internet e intranets utilizando una base de datos MySQL y editores tipo WYSIWYG. En Subdreamer se incluyen un sinfín de características configurables como: manejo plugins y skins, indexamiento web, feed RSS, versiones imprimibles de páginas, flash con noticias, blogs, foros, polls (encuestas), calendarios, búsqueda en el sitio web e internacionalización del lenguaje. Así como también incluye su propio acoplamiento con diversos tipos de foro como son: phpBB, vBulletin y Invision Power Board entre otros.
CMS Subdreamer cuenta dos versiones, Basic y PRO, cuya diferencia principal es la integración con el foro.

## Desarrollo del proyecto
Subdreamer propone una nueva y fresca propuesta a la soluciones de los CMS ya que este basa su éxito en la facilidad de la gestión del contenido. Además contiene soluciones para la creación de diferentes formas de comunicación a través de la red como lo son: los encuentros por medio de IRC, foros, listas de correo, "wikis", blogs, etc.

## Estado actual
De forma similar a otros proyectos, y como se menciona anteriormente Subdreamer mantiene dos versiones de la aplicación: la basic y otra PRO. La versión Basic es la que se considera para usuarios que no necesitan crear una gran variedad de contenidos o de opciones a sus visitantes. La versión PRO incluye muchas otras funcionalidades y mejoras a la versión Basic, con lo que se dispone de una versión especializada para usuarios avanzados y desarrolladores.

## Plataformas soportadas
En Linux:
Después de bajar el archivo de distribución en un directorio bajo el sitio del servidor web, ejecute la descompresión porque el archivo generalmente viene en formato zip.
Este programa no necesita recompilarse porque se basa en php, que es un lenguaje interpretado.
Por ejemplo: si el root de su sitio web es /var/www/html es posible crear un directorio que se llame /var/www/html/subdreamer donde quedarán todos los guiones del programa.
En Windows:
De forma similar a Linux, es necesario descomprimir el archivo dentro de un directorio en la raíz del servidor web por ejemplo si apache está instalado en c:\apache, el archivo se debe crear en c:\apache\htdocs\subdreamer.
Se asume que el usuario ha trabajado con el servidor Apache y el gestor de bases de datos MYSQL, por lo que es necesario que antes de iniciar el proceso de instalación, tanto para Windows como para Linux, se haya creado una base de datos en mysql con el correspondiente usuario y permisos; el siguiente paso a ejecutar es por medio del navegador, se debe entrar al directorio que se ha creado, siguiendo con nuestro ejemplo se debe ingresar al url, http://susitio.com/install de forma que se correrá un asistente que lo guiará hasta el final de la instalación.
En Mac OSX: Se puede hacer de dos maneras. O bien activando el ordenador como servidor Apache mediante la función "compartir web" en Preferencias del Sistema, o instalando una aplicación denominada MAMP que a su vez instala MySQL, PHP 5 y Apache 2. De esta manera el contenido del archivo .zip de Joomla! debe ser colocado en la carpeta: Aplicaciones/MAMP/htdocs/ y luego iniciar la instalación.

## Versiones
Las siguientes corresponden a versiones que se han emitido de este programa:
- 2008: Subdreamer 2.4.3 [Stable].
- 2009: Subdreamer 2.9 [Stable].
- 2010: Subdreamer 3.0 [Stable].
- Actual, 2011: Subdreamer 3.3.1 [Stable].

## Demo
Debido al gran contenido en la red es difícil probar cada uno de los contenidos o aplicaciones que abundan en la red, reduciendo las posibilidades de encontrar una solución correcta para cada una de nuestras necesidades, así que presentamos una versión instalada desde cero y una versión modificada versión desde cero y versión modificada.

## Extensiones
Una de las mayores potencialidades que tiene este CMS es la gran cantidad de extensiones existentes programadas por su comunidad de usuarios que aumentan las posibilidades de nuevas características y se integran fácilmente en él.

## Subdreamer en español
Dentro del cúmulo de traducciones de Subdreamer se encuentra la traducción correspondiente a nuestro idioma. La traducción a nuestro idioma es una de las mejores y de las más completas que hay disponibles. Además que las traducciones pueden ser fácilmente ampliadas o corregidas, lamentablemente no hay una versión oficial para la traducción del administrador del sitio, pero este es sumamente sencillo e intuitivo.